# Dewoitine D.500
Dewoitine D.500 là một loại máy bay tiêm kích một tầng cánh, có càng đáp cố định, buồng lái mở, được trang bị cho Không quân Pháp vào thập niên 1930. Được đưa vào trang bị năm 1936, thiết kế này sớm bị thay thế bởi thế hệ tiêm kích mới với buồng lái kín và càng đáp thu vào thân, trong đó có cả mẫu kế nhiệm của 510 là Dewoitine D.520.

## Biến thể
Nguồn: Green
D.500.01
Mẫu thử đầu tiên.
D.500
Phiên bản sản xuất đầu tiên với động cơ Hispano-Suiza 12Xbrs 515 kW (690 hp), trang bị 2 khẩu 7,7 mm (.303 in) súng máy Vickers hoặc 2 khẩu 7,5 mm (.295 in) súng máy Darne ở mũi, ngoài ra còn có 2 khẩu Darne bổ sung ở cánh. 101 chiếc.
D.501
Lắp động cơ Hispano-Suiza 12Xcrs, trang bị 1 khẩu pháo 20 mm Hispano-Suiza S7 và 2 khẩu súng máy ở cánh. 157 chiếc.
D.503
Mẫu thử D.511 duy nhất trang bị động cơ 12Xcrs, vũ trang giống D.501. Bay lần đầu 15-4-1935, nó có hiệu năng kém cả D.500.
D.510
Lắp động cơ Hispano-Suiza 12Ycrs 640 kW (860 hp), trang bị pháo Hispano 20 mm và 2 khẩu 7,5 mm (.295 in) MAC 1934 ở cánh. Bay lần đầu 14/8/1934, 120 chiếc.
D.511
Mẫu thử với khung thân và đuôi của D.500, cánh nhỏ, lắp động cơ 12Ycrs. 1 chiếc chế tạo vào năm 1934 nhưng không bay, hóa đổi thành D.503.
AXD1
Tên định danh cho 1 chiếc Dewoitine D.510 cung cấp cho Không lực Hải quân Đế quốc Nhật Bản (IJNAS) để đánh giá năm 1935.
Dewoitine Navy Type D Carrier Fighter
Tên định danh cho D.510 cung cấp cho IJNAS năm 1935

## Quốc gia sử dụng
Trung Hoa Dân Quốc24 chiếc D.510
 Anh Quốc1 chiếc D.510
 PhápKhông quân Pháp và Aviation Navale. 98 chiếc D.500, 130 chiếc D.501 (+30 chiếc cho Hải quân), 88 chiếc D.510
 Nhật BảnHải quân Đế quốc Nhật Bản 2 chiếc D.510 với tên định danh AXD
 Lithuania14 chiếc D.501
 Ba LanKhông quân Ba Lan lưu vong ở Pháp
 Cộng hòa Tây Ban NhaKhông quân Cộng hòa Tây Ban Nha. 7 chiếc D.500 và 2 chiếc D.510 thuộc Escuadrilla Internacional.
 VenezuelaKhông quân Venezuela. 3 chiếc D.500
 USSR1 chiếc D.510

## Tính năng kỹ chiến thuật (D.510)

Dewoitine D.500

Green

### Đặc điểm riêng
- Tổ lái: 1
- Chiều dài: 7.94 m (26 ft 1 in)
- Sải cánh: 12.09 m (39 ft 8 in)
- Chiều cao: 2.42 m (7 ft 11 in)
- Diện tích cánh: 16.50 m² (177.61 ft²)
- Trọng lượng rỗng: 1,496 kg (3,298 lb)
- Trọng lượng có tải: 1,929 kg (4,253 lb)
- Động cơ: 1 × Hispano-Suiza 12Ycrs, 640 kW (860 hp)

### Hiệu suất bay
- Vận tốc cực đại: 402 km/h (217 kn, 250 mph) at 5,000 m (16,405 ft)
- Tầm bay: 700 km (380 nmi, 435 mi)
- Trần bay: 11,000 m (36,090 ft)
- Vận tốc lên cao: 14.85 m/s (9,600 ft/min)
- Lực nâng của cánh: 117 kg/m² (23.9 lb/ft²)
- Lực đẩy/trọng lượng: 330 W/kg (0.20 hp/lb)

### Vũ khí
- 1 khẩu pháo 20 mm Hispano-Suiza HS.9
- 2 khẩu súng máy MAC 1934 7,5 mm (.295 in)